# Avestische Sprache
Die avestische Sprache oder Avestisch (wissenschaftliche Schreibung, eingedeutscht auch Awestisch) ist eine der zwei belegten altiranischen Sprachen.
Der Name leitet sich von Avesta (mittelpersisch abestāg), dem heiligen Buch des Zoroastrismus, ab.
Avestisch bildet als ostiranische Sprache zusammen mit dem südwestiranischen Altpersisch die am frühesten belegten iranischen Sprachen.
Das Avestische, wie es im Avesta überliefert ist, lässt sich in zwei Sprachstufen bzw. Dialekte einteilen, in das Altavestische einiger kurzer Texte und der Gathas, die Zarathustra zugeschrieben werden, und in die jüngere Form, das Jungavestische, in dem der größte Teil des Yasnas und somit die Hauptmasse des Avesta verfasst ist.
Das Altavestische hat neben dem Altindischen einen Gutteil der ursprünglich indogermanischen Grammatik erhalten und weist einen rein indogermanischen Wortschatz auf. So kennt es alle ursprünglichen urindogermanischen Zeiten, acht Fälle, drei Geschlechter und drei Numeri.
Es bestehen starke Ähnlichkeiten zur Sprache der Veden. Sprachwissenschaftliche Untersuchungen datieren das Altavestische auf die Zeit zwischen 1200 v. Chr. und 600 v. Chr.
Das jüngere Avestische entwickelte sich nicht direkt aus dem Altavestischen, sondern aus einer diesem sehr ähnlichen Sprache. Gegenüber dem Altavestischen weist es einige lautliche Innovationen und Vereinfachungen der Grammatik auf.
Als gesprochene Sprache dürfte das Avestische um 400 v. Chr. ausgestorben sein. Danach wurde es nur mehr mündlich als Kultsprache der Priester des Zoroastrismus weitergegeben, bis das Avesta im 4. bis 6. Jahrhundert n. Chr. in avestischer Schrift niedergeschrieben wurde. Die avestische Schrift ist gut dokumentiert und mit dem Unicodeblock Avestisch auch für den Computer bzw. elektronische Systeme verfügbar.
In alt- und mittelpersischer Zeit sind Wörter aus dem Avestischen ins Persische entlehnt worden. Persisch und Avestisch sind beide iranischen Ursprungs, waren aber bereits in der altpersischen Zeit untereinander verschieden.
Das in den europäischen Sprachen verbreitete Wort Paradies ist über lateinisch paradīsus und altgriechisch παράδεισος parádeisos ‚(Wild-)Park, Palastgarten‘ aus dem Avestischen entlehnt: pairi.daēza- bedeutet eigentlich ‚ummauern, umwallen‘ beziehungsweise substantivisch ‚eine ringsum-, rundumgehende, sich zusammenschließende Umwallung, Ummauerung‘.